# Euphaedra rezia
Euphaedra rezia är en fjärilsart som beskrevs av William Chapman Hewitson 1866. Euphaedra rezia ingår i släktet Euphaedra och familjen praktfjärilar. Inga underarter finns listade i Catalogue of Life.

## Bildgalleri

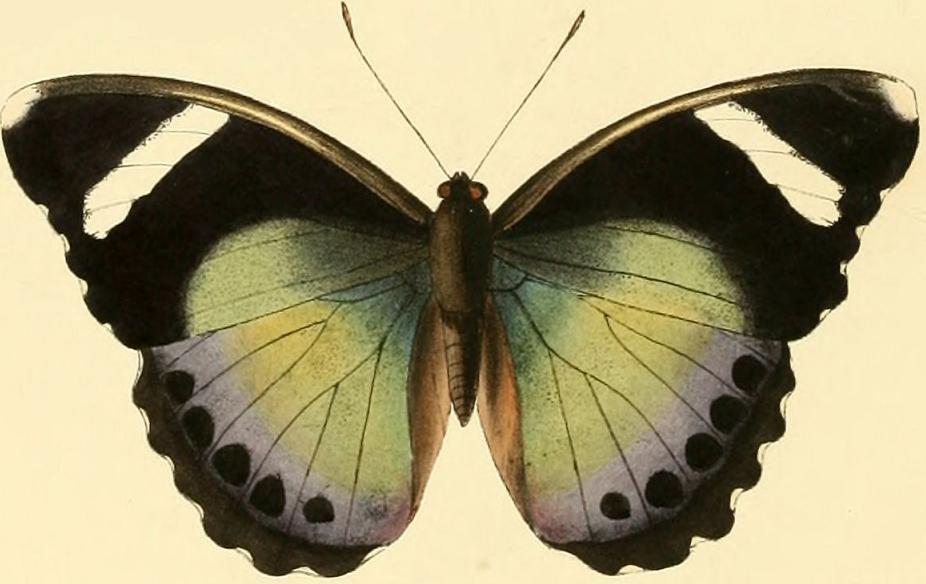